# 村田恒 (検察官)
村田 恒（むらた ひとし、1933年（昭和8年）6月3日 - 2024年（令和6年）2月19日）は、日本の検察官。弁護士。位階は正三位。元名古屋高等検察庁検事長。

## 来歴
1958年（昭和33年）検事任官。長野地検、千葉地検、横浜地検各検事正等を経て、1993年（平成5年）高松高検検事長に就任。1995年（平成7年）名古屋高検検事長に転じ、1996年（平成8年）に定年退官。
退官後は弁護士登録し、村田法律事務所を開設。その後運輸審議会会長等を務める。2003年（平成15年）の秋の叙勲で瑞宝重光章を受章。
2024年2月19日死去。90歳没。死没日付をもって正三位に叙された。

## 略歴
- 1955年（昭和30年） 司法試験第二次試験合格
- 1958年（昭和33年）4月3日 司法修習修了
- 1958年（昭和33年）4月5日 神戸地方検察庁検事
- 1958年（昭和33年）11月1日 神戸地方検察庁姫路支部検事
- 1960年（昭和35年）3月25日 旭川地方検察庁検事
- 1962年（昭和37年）3月24日 静岡地方検察庁沼津支部検事
- 1965年（昭和40年）3月25日 横浜地方検察庁検事
- 1966年（昭和41年）12月28日 東京地方検察庁検事
- 1972年（昭和47年）4月11日 司法研修所教官
- 1975年（昭和50年）4月11日 東京地方検察庁検事
- 1978年（昭和53年）3月24日 東京高等検察庁検事併任東京地方検察庁検事
- 1981年（昭和56年）10月1日 東京地方検察庁交通部長
- 1981年（昭和56年）12月1日 東京地方検察庁公安部長
- 1983年（昭和58年）1月12日 法務大臣官房会計課長
- 1985年（昭和60年）1月28日 最高検察庁検事
- 1986年（昭和61年）12月1日 長野地方検察庁検事正
- 1988年（昭和63年）12月2日 最高検察庁検事
- 1989年（平成元年）9月4日 千葉地方検察庁検事正
- 1991年（平成3年）4月4日 横浜地方検察庁検事正
- 1993年（平成5年）7月2日 高松高等検察庁検事長
- 1995年（平成7年）2月13日 名古屋高等検察庁検事長
- 1996年（平成8年）6月2日 定年退官
- 1996年（平成8年）7月4日 弁護士登録（第一東京弁護士会）
- 1996年（平成8年）12月25日 運輸審議会委員
- 1999年（平成11年）12月25日 同再任
- 2000年（平成12年）7月 運輸審議会会長
- 2001年（平成13年）9月30日 同委員依願退任
- 2001年（平成13年）10月 朝日工業株式会社監査役
- 2003年（平成15年）11月3日 授瑞宝重光章
- 2004年（平成16年）6月 三井倉庫株式会社監査役